# Übersetzungsbeschränkung

Schema der Entfaltung. Bei gleich weiter Pedaldrehung mit gleicher Kraft legt das Rad in einem höheren Gang eine größere Strecke bei geringerem Drehmoment zurück.

Die Übersetzungsbeschränkung (auch: Übersetzungslimit) ist ein Begriff aus dem Radsport sowie dem Triathlon.
Tatsächlich wird bei den Beschränkungen die Ablauflänge (Entfaltung) beschränkt. Diese bezeichnet den Weg, den ein Fahrrad bei einer Kurbelumdrehung zurücklegt. Diese Länge ist in den Wettkampfbestimmungen für Schüler- und Jugendklassen begrenzt. Die Kontrolle erfolgt in Stichproben oder nach dem Wettkampf bei den Bestplatzierten. Beim Triathlon findet die Kontrolle beim Check-in vor dem Rennen statt.
Wenn ein Fahrrad eine größere Ablauflänge ermöglicht als erlaubt ist, kann diese je nach Reglement mechanisch für das Rennen begrenzt werden. Eine reine Blockade mittels Stellschrauben ist aufgrund der Manipulationsgefahr in der Regel nicht zulässig.
Die Übersetzungsbeschränkung soll Muskeln und Gelenke junger Fahrer schützen und die Geschwindigkeit in Rennen reduzieren. Aufgrund mangelnder medizinischer Evidenz und begrenzter Verfügbarkeit entsprechend kurz übersetzter Schaltungen wurden Übersetzungsbeschränkungen 2019 von der Union Cycliste Internationale ab 2023 abgeschafft. Nationale Verbände limitieren die Entfaltung teilweise weiterhin bei nationalen Rennen der Schüler- und Jugendklassen.

## Beispiel

### International
Die UCI schreibt seit 2023 keine Übersetzungsbeschränkung mehr vor.

### Deutschland
Maximal zulässige Ablauflängen laut den Wettkampfbestimmungen für den Straßen- und Bahnrennsport des Bundes Deutscher Radfahrer:
| Altersgruppe | Straße           | Bahn             | Bahn             |
| Altersgruppe | Straße           | weiblich         | männlich         |
| ------------ | ---------------- | ---------------- | ---------------- |
| U19          | keine Begrenzung | keine Begrenzung | keine Begrenzung |
| U17          | 7,01 m           | 7,01 m           | 7,60 m           |
| U15          | 6,10 m           | 6,45 m           | 6,70 m           |
| U13          | 5,66 m           | 6,10 m           | 6,10 m           |
| U11          | 5,66 m           | 5,66 m           | 5,66 m           |

Beim Triathlon gelten die Ablauflängenbegrenzungen für die Schüler- und Jugendklassen der Deutschen Triathlon Union:
| Altersklasse | Alter | Max. Ablauflänge |
| ------------ | ----- | ---------------- |
| Jugend A     | 16/17 | keine Begrenzung |
| Jugend B     | 14/15 | 6,10 m           |
| Schüler A    | 12/13 | 5,66 m           |
| Schüler B    | 10/11 | 5,66 m           |
| Schüler C    | 8/9   | 5,66 m           |
| Schüler D    | 6/7   | 5,66 m           |

### Österreich
Die Regeln des Österreichischen Radsport-Verbands schreiben für Straße und Bahn unterschiedliche Limits vor.
| Altersgruppe   | Straße           | Bahn             |
| -------------- | ---------------- | ---------------- |
| Junioren (U19) | keine Begrenzung | keine Begrenzung |
| U17            | 7,63 m           | 7,32 m           |
| U15            | 6,67 m           | 6,83 m           |
| U13            | 5,93 m           | 6,41 m           |

### Schweiz
Der schweizerische Verband Swiss Cycling hob zum 1. Januar 2023 alle Übersetzungslimiten im Strassenradsport auf. Im Bahnradsport gilt für die Altersklassen U17 und darunter eine Begrenzung von 7,01 m.